# La Montagne, Loire-Atlantique
La Montagne är en kommun i departementet Loire-Atlantique i regionen Pays de la Loire i nordvästra Frankrike. Kommunen ligger i kantonen Le Pellerin som tillhör arrondissementet Nantes. År 2022 hade La Montagne 6 523 invånare.

## Befolkningsutveckling
Antalet invånare i kommunen La Montagne
| Referens: INSEE |